# 明尼蘇達荒野
明尼蘇達荒野隊（Minnesota Wild）是位於美國聖保羅的國家冰球聯盟隊伍，隸屬於西大區中央分區。球隊主場為卓越能源中心（Xcel Energy Center）。
明尼蘇達荒野隊於1997年6月25日成立，在2000—01年賽季首次亮相於國家冰球聯盟，並於2002—03賽季首次打進季後賽。
1. ↑  . records.nhl.com.   [2024-11-17]. （原始内容存档于2025-01-27）.